# Santa Caterina da Siena (Giambattista Tiepolo)
Santa Caterina da Siena è un dipinto del pittore veneziano Giambattista Tiepolo realizzato circa nel 1746 e conservato nel Kunsthistorisches Museum di Vienna in Austria.